# Rhinolophus borneensis
Rhinolophus borneensis är en fladdermusart som beskrevs av Peters 1861. Den ingår i släktet hästskonäsor, och familjen Rhinolophidae. IUCN kategoriserar arten globalt som livskraftig.

## Underarter
Catalogue of Life samt Wilson & Reeder (2005) skiljer mellan fyra underarter:
- Rhinolophus borneensis borneensis Peters, 1861
- Rhinolophus borneensis chaseni Sanborn, 1939
- Rhinolophus borneensis importunus Chasen, 1939
- Rhinolophus borneensis spadix Miller, 1901

## Utseende
Rhinolophus borneensis har en ganska blek päls vars färg varierar mellan orange och brunt.
Som alla hästskonäsor har arten flera hudflikar kring näsan. Flikarna brukas för att rikta de överljudstoner som används för ekolokalisation. Till skillnad från andra fladdermöss som använder sig av överljudsnavigering produceras nämligen tonerna hos hästskonäsorna genom näsan, och inte som annars via munnen. Underarmslängden (som styr vingbredden) är 4 till 4,5 cm, svanslängden 2 till 2,5 cm, och vikten mellan 7 och 8,5 g.

## Utbredning
Arten förekommer främst på Borneo (med undantag för Brunei) där den är vanlig, den är även mindre vanligt förekommande i spridda populationer på Java, på Malackahalvön och på det sydostasiatiska fastlandet från Kambodja över Laos till norra Vietnam. Den finns förmodligen även i Thailand, även om inga observationer har gjorts där.

## Ekologi
Fladdermusen lever i låglandet och i låga bergstrakter upp till 1 000 meter över havet. Habitatet utgörs av både urskog och kulturskog.
Arten är nattaktiv och sover under dagen i bergssprickor, i ihåliga träd, i bambusnår och under bananblad. Fladdermusen har även observerats i stort antal (flera hundra individer) i grottor.